# 佐久間淳一
佐久間 淳一（さくま じゅんいち、1963年 - ）は、日本の言語学者、フィンランド語学者。名古屋大学文学研究科教授・副総長。

## 来歴
東京生まれ。1986年東京大学文学部言語学科卒、91年同大学院博士課程中退、92年名古屋大学文学部講師、96年助教授、2007年准教授、08年教授。2015年文学研究科長、2020年副総長。一般向けのフィンランド語および言語学の入門書も執筆している。
専門はフィンランド語の統語論で、フィンランド語における文法関係の格表示を、通言語的に適用可能な一般原理によって説明することが目下の研究課題である。一見複雑なフィンランド語の格表示を、semantic macrorole のような一般概念を援用することによって原理的に説明する試みに取り組んでいる。

## 著書
- 『言語学入門　これから始める人のための入門書』研究社　2004
- 『フィンランド語のすすめ　中級編』研究社 2004
- 『フィンランド語のすすめ　初級編』研究社 2004
- 『はじめてみよう言語学』研究社 2007
- 『本当にわかる言語学　フシギなくらい見えてくる!』日本実業出版社、2013

### 共編著
- 『言語学入門』加藤重広,町田健 研究社 2004
- 『言語学基本問題集』編著、研究社、2010

## 参考
- j-global: